# Amsterdam (pel·lícula de 2022)
Amsterdam és una pel·lícula de comèdia de misteri d'època dirigida, produïda i escrita per David O. Russell. Filmada a Los Angeles de gener a març de 2021, és la primera pel·lícula de Russell des de Joy el 2015. La pel·lícula és protagonitzada per un repartiment que inclou Christian Bale, Margot Robbie, John David Washington, Chris Rock, Anya Taylor-Joy, Zoe Saldaña, Mike Myers, Michael Shannon, Timothy Olyphant, Andrea Riseborough, Taylor Swift, Matthias Schoenaerts, Alessandro Nivola, Rami Malek i Robert De Niro. Va rebre crítiques diverses de la crítica, la majoria dels quals van elogiar el disseny de producció i les actuacions del repartiment, però van criticar el guió i la direcció de Russell. També va ser un fracàs de taquilla, amb pèrdues estimades que arribaven als 97 milions de dòlars.
Es va estrenar el 7 d'octubre de 2022 per 20th Century Studios.

## Repartiment
- Christian Bale com a Burt[1]
- Margot Robbie com a Valerie[2]
- John David Washington com a Harold[3]
- Chris Rock com Milton[4]
- Anya Taylor-Joy[4]
- Zoe Saldaña com a Irma[5]
- Mike Myers com a Paul[4]
- Michael Shannon[4]
- Timothy Olyphant[4]
- Andrea Riseborough[4]
- Taylor Swift[6]
- Matthias Schoenaerts com a Getwiller[4]
- Alessandro Nivola[4]
- Rami Malek com a Tom[5]
- Robert De Niro com a Gil[4]

## Producció
El gener de 2020, New Regency va anunciar el desenvolupament d'una pel·lícula sense títol escrita i dirigida per David O. Russell i protagonitzada per Christian Bale, i s'esperava que el rodatge començara aquell abril. Al febrer, es va anunciar que Margot Robbie i Michael B. Jordan també aparèixerien, però aquest últim va abandonar abans que comencés la producció a causa de conflictes de programació. A l'octubre, John David Washington va ser elegit com a substitut de Jordan. Es va informar que Jennifer Lawrence va ser considerada per al paper de Robbie, mentre que Jamie Foxx va ser considerat per al de Jordan. La resta del repartiment del conjunt es va revelar entre gener i juny de 2021.
El rodatge es va retardar a causa de la pandèmia de la COVID-19. La fotografia principal va tenir lloc entre gener i març de 2021 a Los Angeles, Califòrnia. Entre els membres de la tripulació hi havia el director de fotografia Emmanuel Lubezki, l'editor Jay Cassidy i la compositora de la partitura Hildur Guðnadóttir. L'abril de 2022, a la CinemaCon, es va revelar que el títol de la pel·lícula era Amsterdam. A l'agost, es va revelar que Guðnadóttir va abandonar com a compositora, amb Daniel Pemberton component ara la pel·lícula.
La pel·lícula es va estrenar el 7 d'octubre de 2022 per 20th Century Studios. Inicialment estava prevista per al 4 de novembre de 2022.